# 화성 히어로즈 베이스볼 파크
화성 히어로즈 베이스볼 파크(Hwaseong Heroes Baseball Park)는 대한민국 경기도 화성시 비봉면 유포리에 위치한 야구장이다. 넥센 히어로즈 2군인 화성 히어로즈의 홈 구장 및 구단 전용 훈련장이었다.
메인 야구장과 420여 평 규모의 선수단 숙소 및 웨이트 시설 등을 갖추고 있다. 추후 보조경기장 및 실내연습장 등 각종 훈련시설을 비롯해 재활시설, 편의시설 등을 추가로 갖출 계획이다.
2015년 기준으로, 전자 점수판이 설치되어 있으며 1루측 내야에 소규모의 관중석이 설치되어 있다. 주경기장에 조명 시설이 설치되어 있지 않아 야간경기 및 야간훈련이 불가능하다.
2014년 11월, 실내 연습장이 완공되었다.
2018년 11월 16일 서울 히어로즈가 화성 히어로즈의 연고지를 고양시로의 이전을 공식 발표하였다.